# Lista över fornlämningar i Norrköpings kommun (Skärkind)
Lista över fornlämningar i Norrköpings kommun (Skärkind) är en förteckning av ett urval av de fornlämningar som finns i Skärkind i Norrköpings kommun.
| Namn                           | Lämningstyp                      | Tillkomsttid | Historisk indelning    | Plats                 | Läge                 | ID-nr          | Bild                                      |
| ------------------------------ | -------------------------------- | ------------ | ---------------------- | --------------------- | -------------------- | -------------- | ----------------------------------------- |
| Skärkind 2:1                   | Gravfält                         |              | Skärkind, Östergötland |                       | 58.497887, 16.016673 | 10049400020001 | Ladda upp en bild av detta fornminne      |
| Skärkind 4:1                   | Gravfält                         |              | Skärkind, Östergötland |                       | 58.503451, 16.023835 | 10049400040001 | Ladda upp en bild av detta fornminne      |
| Skärkind 5:1                   | Fornborg                         |              | Skärkind, Östergötland |                       | 58.486141, 15.990425 | 10049400050001 | Ladda upp en bild av detta fornminne      |
| Skärkind 9:1                   | Gravfält                         |              | Skärkind, Östergötland |                       | 58.486353, 16.003158 | 10049400090001 | Ladda upp en bild av detta fornminne      |
| Skärkind 10:1                  | Gravfält                         |              | Skärkind, Östergötland |                       | 58.491121, 16.013691 | 10049400100001 | Ladda upp en bild av detta fornminne      |
| Skärkind 11:1                  | Gravfält                         |              | Skärkind, Östergötland |                       | 58.489338, 16.015067 | 10049400110001 | Ladda upp en bild av detta fornminne      |
| Skärkind 12:1                  | Gravfält                         |              | Skärkind, Östergötland |                       | 58.482204, 16.010606 | 10049400120001 | Ladda upp en bild av detta fornminne      |
| Skärkind 13:1                  | Stensättning                     |              | Skärkind, Östergötland |                       | 58.481954, 16.013671 | 10049400130001 | Ladda upp en bild av detta fornminne      |
| Skärkind 13:2                  | Stensättning                     |              | Skärkind, Östergötland |                       | 58.481854, 16.013803 | 10049400130002 | Ladda upp en bild av detta fornminne      |
| Skärkind 13:3                  | Stensättning                     |              | Skärkind, Östergötland |                       | 58.481845, 16.013614 | 10049400130003 | Ladda upp en bild av detta fornminne      |
| Skärkind 14:1                  | Stensättning                     |              | Skärkind, Östergötland |                       | 58.484177, 16.020307 | 10049400140001 | Ladda upp en bild av detta fornminne      |
| Skärkind 15:1                  | Stensättning                     |              | Skärkind, Östergötland |                       | 58.488704, 16.025058 | 10049400150001 | Ladda upp en bild av detta fornminne      |
| Skärkind 16:1                  | Gravfält                         |              | Skärkind, Östergötland |                       | 58.489359, 16.026170 | 10049400160001 | Ladda upp en bild av detta fornminne      |
| Skärkind 17:1                  | Stensättning                     |              | Skärkind, Östergötland |                       | 58.483903, 16.022368 | 10049400170001 | Ladda upp en bild av detta fornminne      |
| Skärkind 18:1                  | Stensättning                     |              | Skärkind, Östergötland |                       | 58.483538, 16.023035 | 10049400180001 | Ladda upp en bild av detta fornminne      |
| Skärkind 19:1                  | Grav- och boplatsområde          |              | Skärkind, Östergötland |                       | 58.484739, 16.030471 | 10049400190001 | Ladda upp en bild av detta fornminne      |
| Skärkind 20:1                  | Gravfält                         |              | Skärkind, Östergötland |                       | 58.485204, 16.036532 | 10049400200001 | Ladda upp en bild av detta fornminne      |
| Skärkind 23:1                  | Stensättning                     |              | Skärkind, Östergötland |                       | 58.486875, 16.043279 | 10049400230001 | Ladda upp en bild av detta fornminne      |
| Skärkind 25:1                  | Gravfält                         |              | Skärkind, Östergötland |                       | 58.498893, 15.936877 | 10049400250001 | Ladda upp en bild av detta fornminne      |
| Skärkind 26:1                  | Gravfält                         |              | Skärkind, Östergötland |                       | 58.496244, 15.937996 | 10049400260001 | Ladda upp en bild av detta fornminne      |
| Skärkind 27:1                  | Stensättning                     |              | Skärkind, Östergötland |                       | 58.493919, 15.935741 | 10049400270001 | Ladda upp en bild av detta fornminne      |
| Skärkind 28:1                  | Stensättning                     |              | Skärkind, Östergötland |                       | 58.488957, 15.939283 | 10049400280001 | Ladda upp en bild av detta fornminne      |
| Skärkind 28:2                  | Stensättning                     |              | Skärkind, Östergötland |                       | 58.489001, 15.939060 | 10049400280002 | Ladda upp en bild av detta fornminne      |
| Skärkind 29:1                  | Gravfält                         |              | Skärkind, Östergötland |                       | 58.487455, 15.933717 | 10049400290001 | Ladda upp en bild av detta fornminne      |
| Skärkind 30:1                  | Gravfält                         |              | Skärkind, Östergötland |                       | 58.484307, 15.923048 | 10049400300001 | Ladda upp en bild av detta fornminne      |
| Skärkind 31:1                  | Gravfält                         |              | Skärkind, Östergötland |                       | 58.483755, 15.920036 | 10049400310001 | Ladda upp en bild av detta fornminne      |
| Skärkind 32:1                  | Stensättning                     |              | Skärkind, Östergötland |                       | 58.487268, 15.900361 | 10049400320001 | Ladda upp en bild av detta fornminne      |
| Skärkind 34:1                  | Hög                              |              | Skärkind, Östergötland |                       | 58.481140, 15.939472 | 10049400340001 | Ladda upp en till bild av detta fornminne |
| Skärkind 35:1                  | Gravfält                         |              | Skärkind, Östergötland |                       | 58.485460, 15.936508 | 10049400350001 | Ladda upp en bild av detta fornminne      |
| Skärkind 36:1                  | Gravfält                         |              | Skärkind, Östergötland |                       | 58.483414, 15.936615 | 10049400360001 | Ladda upp en bild av detta fornminne      |
| Skärkind 37:1                  | Stensättning                     |              | Skärkind, Östergötland |                       | 58.495741, 15.954819 | 10049400370001 | Ladda upp en bild av detta fornminne      |
| Skärkind 39:1                  | Stensättning                     |              | Skärkind, Östergötland |                       | 58.481898, 15.965001 | 10049400390001 | Ladda upp en bild av detta fornminne      |
| Skärkind 40:2                  | Stensättning                     |              | Skärkind, Östergötland |                       | 58.482107, 15.973288 | 10049400400002 | Ladda upp en bild av detta fornminne      |
| Skärkind 41:1                  | Stensättning                     |              | Skärkind, Östergötland |                       | 58.484168, 15.979742 | 10049400410001 | Ladda upp en bild av detta fornminne      |
| Skärkind 41:2                  | Grav markerad av sten/block      |              | Skärkind, Östergötland |                       | 58.484133, 15.980068 | 10049400410002 | Ladda upp en bild av detta fornminne      |
| Skärkind 41:3                  | Stensättning                     |              | Skärkind, Östergötland |                       | 58.484107, 15.980423 | 10049400410003 | Ladda upp en bild av detta fornminne      |
| Skärkind 41:4                  | Stensättning                     |              | Skärkind, Östergötland |                       | 58.483832, 15.980431 | 10049400410004 | Ladda upp en bild av detta fornminne      |
| Skärkind 42:1                  | Gravfält                         |              | Skärkind, Östergötland |                       | 58.476087, 15.920248 | 10049400420001 | Ladda upp en bild av detta fornminne      |
| Skärkind 43:1                  | Stensättning                     |              | Skärkind, Östergötland |                       | 58.478189, 15.946089 | 10049400430001 | Ladda upp en bild av detta fornminne      |
| Skärkind 43:2                  | Stensättning                     |              | Skärkind, Östergötland |                       | 58.478315, 15.946021 | 10049400430002 | Ladda upp en bild av detta fornminne      |
| Skärkind 43:3                  | Stensättning                     |              | Skärkind, Östergötland |                       | 58.478037, 15.945766 | 10049400430003 | Ladda upp en bild av detta fornminne      |
| Skärkind 44:1                  | Stensättning                     |              | Skärkind, Östergötland |                       | 58.479327, 15.942058 | 10049400440001 | Ladda upp en bild av detta fornminne      |
| Skärkind 44:2                  | Stensättning                     |              | Skärkind, Östergötland |                       | 58.479428, 15.941719 | 10049400440002 | Ladda upp en bild av detta fornminne      |
| Skärkind 45:1                  | Stenkrets                        |              | Skärkind, Östergötland |                       | 58.476396, 15.942568 | 10049400450001 | Ladda upp en bild av detta fornminne      |
| Skärkind 45:2                  | Stenkrets                        |              | Skärkind, Östergötland |                       | 58.476268, 15.942647 | 10049400450002 | Ladda upp en bild av detta fornminne      |
| Skärkind 45:3                  | Stenkrets                        |              | Skärkind, Östergötland |                       | 58.476157, 15.942513 | 10049400450003 | Ladda upp en bild av detta fornminne      |
| Skärkind 46:1                  | Hög                              |              | Skärkind, Östergötland |                       | 58.475841, 15.938729 | 10049400460001 | Ladda upp en bild av detta fornminne      |
| Skärkind 47:1                  | Gravfält                         |              | Skärkind, Östergötland |                       | 58.475684, 15.937373 | 10049400470001 | Ladda upp en bild av detta fornminne      |
| Skärkind 48:1                  | Grav- och boplatsområde          |              | Skärkind, Östergötland |                       | 58.476859, 15.948016 | 10049400480001 | Ladda upp en bild av detta fornminne      |
| Skärkind 49:1                  | Stensättning                     |              | Skärkind, Östergötland |                       | 58.475418, 15.950693 | 10049400490001 | Ladda upp en bild av detta fornminne      |
| Skärkind 49:3                  | Stensättning                     |              | Skärkind, Östergötland |                       | 58.475578, 15.950327 | 10049400490003 | Ladda upp en bild av detta fornminne      |
| Skärkind 50:1                  | Gravfält                         |              | Skärkind, Östergötland |                       | 58.481240, 15.952008 | 10049400500001 | Ladda upp en bild av detta fornminne      |
| Skärkind 51:1                  | Stensättning                     |              | Skärkind, Östergötland |                       | 58.474346, 15.964905 | 10049400510001 | Ladda upp en bild av detta fornminne      |
| Skärkind 52:1                  | Stensättning                     |              | Skärkind, Östergötland |                       | 58.471038, 15.964686 | 10049400520001 | Ladda upp en bild av detta fornminne      |
| Skärkind 53:1                  | Stensättning                     |              | Skärkind, Östergötland |                       | 58.475737, 15.986553 | 10049400530001 | Ladda upp en bild av detta fornminne      |
| Skärkind 54:1                  | Stensättning                     |              | Skärkind, Östergötland |                       | 58.480989, 15.981941 | 10049400540001 | Ladda upp en bild av detta fornminne      |
| Skärkind 54:2                  | Stensättning                     |              | Skärkind, Östergötland |                       | 58.481138, 15.982059 | 10049400540002 | Ladda upp en bild av detta fornminne      |
| Skärkind 55:1                  | Stensättning                     |              | Skärkind, Östergötland |                       | 58.479532, 15.980614 | 10049400550001 | Ladda upp en bild av detta fornminne      |
| Skärkind 56:1                  | Stensättning                     |              | Skärkind, Östergötland |                       | 58.473905, 15.974814 | 10049400560001 | Ladda upp en bild av detta fornminne      |
| Skärkind 56:2                  | Stensättning                     |              | Skärkind, Östergötland |                       | 58.473986, 15.974814 | 10049400560002 | Ladda upp en bild av detta fornminne      |
| Skärkind 56:4                  | Stensättning                     |              | Skärkind, Östergötland |                       | 58.473308, 15.976473 | 10049400560004 | Ladda upp en bild av detta fornminne      |
| Skärkind 57:1                  | Stensättning                     |              | Skärkind, Östergötland |                       | 58.470287, 15.978564 | 10049400570001 | Ladda upp en bild av detta fornminne      |
| Skärkind 57:2                  | Stensättning                     |              | Skärkind, Östergötland |                       | 58.470287, 15.978211 | 10049400570002 | Ladda upp en bild av detta fornminne      |
| Skärkind 57:4                  | Stensättning                     |              | Skärkind, Östergötland |                       | 58.470270, 15.978399 | 10049400570004 | Ladda upp en bild av detta fornminne      |
| Skärkind 58:1                  | Stensättning                     |              | Skärkind, Östergötland |                       | 58.470585, 15.977340 | 10049400580001 | Ladda upp en bild av detta fornminne      |
| Skärkind 59:1                  | Stensättning                     |              | Skärkind, Östergötland |                       | 58.463591, 15.969037 | 10049400590001 | Ladda upp en bild av detta fornminne      |
| Skärkind 60:1                  | Stensättning                     |              | Skärkind, Östergötland |                       | 58.466293, 15.975370 | 10049400600001 | Ladda upp en bild av detta fornminne      |
| Skärkind 60:2                  | Stensättning                     |              | Skärkind, Östergötland |                       | 58.466376, 15.975353 | 10049400600002 | Ladda upp en bild av detta fornminne      |
| Skärkind 60:3                  | Stensättning                     |              | Skärkind, Östergötland |                       | 58.466223, 15.975483 | 10049400600003 | Ladda upp en bild av detta fornminne      |
| Skärkind 61:1                  | Stensättning                     |              | Skärkind, Östergötland |                       | 58.465511, 15.979018 | 10049400610001 | Ladda upp en bild av detta fornminne      |
| Skärkind 62:1                  | Stensättning                     |              | Skärkind, Östergötland |                       | 58.471994, 15.986288 | 10049400620001 | Ladda upp en bild av detta fornminne      |
| Skärkind 62:2                  | Stensättning                     |              | Skärkind, Östergötland |                       | 58.472098, 15.986314 | 10049400620002 | Ladda upp en bild av detta fornminne      |
| Skärkind 62:3                  | Stensättning                     |              | Skärkind, Östergötland |                       | 58.472083, 15.986129 | 10049400620003 | Ladda upp en bild av detta fornminne      |
| Skärkind 63:1                  | Gravfält                         |              | Skärkind, Östergötland |                       | 58.472641, 15.987573 | 10049400630001 | Ladda upp en bild av detta fornminne      |
| Skärkind 65:1                  | Stensättning                     |              | Skärkind, Östergötland |                       | 58.465740, 15.985688 | 10049400650001 | Ladda upp en bild av detta fornminne      |
| Skärkind 65:2                  | Stensättning                     |              | Skärkind, Östergötland |                       | 58.465795, 15.985422 | 10049400650002 | Ladda upp en bild av detta fornminne      |
| Skärkind 66:1                  | Gravfält                         |              | Skärkind, Östergötland |                       | 58.464995, 15.984938 | 10049400660001 | Ladda upp en bild av detta fornminne      |
| Skärkind 67:1                  | Stensättning                     |              | Skärkind, Östergötland |                       | 58.467314, 15.986695 | 10049400670001 | Ladda upp en bild av detta fornminne      |
| Skärkind 67:2                  | Stensättning                     |              | Skärkind, Östergötland |                       | 58.467014, 15.986651 | 10049400670002 | Ladda upp en bild av detta fornminne      |
| Skärkind 67:3                  | Stensättning                     |              | Skärkind, Östergötland |                       | 58.466697, 15.986788 | 10049400670003 | Ladda upp en bild av detta fornminne      |
| Skärkind 67:4                  | Stensättning                     |              | Skärkind, Östergötland |                       | 58.466564, 15.986830 | 10049400670004 | Ladda upp en bild av detta fornminne      |
| Ög 171 (Skärkind 68:1)         | Runristning                      |              | Skärkind, Östergötland | Skärkinds gamla kyrka | 58.471174, 15.991083 | 10049400680001 | Ladda upp en till bild av detta fornminne |
| Ög 172 (Skärkind 68:2)         | Runristning                      |              | Skärkind, Östergötland | Skärkinds gamla kyrka | 58.471181, 15.991059 | 10049400680002 | Ladda upp en till bild av detta fornminne |
| Skärkind 69:1                  | Stensättning                     |              | Skärkind, Östergötland |                       | 58.472948, 15.999213 | 10049400690001 | Ladda upp en bild av detta fornminne      |
| Skärkind 69:2                  | Stensättning                     |              | Skärkind, Östergötland |                       | 58.472796, 15.999255 | 10049400690002 | Ladda upp en bild av detta fornminne      |
| Skärkind 70:1                  | Stensättning                     |              | Skärkind, Östergötland |                       | 58.474251, 16.007218 | 10049400700001 | Ladda upp en bild av detta fornminne      |
| Skärkind 70:2                  | Stensättning                     |              | Skärkind, Östergötland |                       | 58.474087, 16.007248 | 10049400700002 | Ladda upp en bild av detta fornminne      |
| Skärkind 70:3                  | Stensättning                     |              | Skärkind, Östergötland |                       | 58.474313, 16.006736 | 10049400700003 | Ladda upp en bild av detta fornminne      |
| Skärkind 71:1                  | Stensättning                     |              | Skärkind, Östergötland |                       | 58.473554, 16.007175 | 10049400710001 | Ladda upp en bild av detta fornminne      |
| Skärkind 72:1                  | Stensättning                     |              | Skärkind, Östergötland |                       | 58.475237, 16.008319 | 10049400720001 | Ladda upp en bild av detta fornminne      |
| Skärkind 72:2                  | Stensättning                     |              | Skärkind, Östergötland |                       | 58.475283, 16.008656 | 10049400720002 | Ladda upp en bild av detta fornminne      |
| Skärkind 72:3                  | Grav markerad av sten/block      |              | Skärkind, Östergötland |                       | 58.475367, 16.008788 | 10049400720003 | Ladda upp en bild av detta fornminne      |
| Skärkind 72:4                  | Stensättning                     |              | Skärkind, Östergötland |                       | 58.474980, 16.007991 | 10049400720004 | Ladda upp en bild av detta fornminne      |
| Skärkind 72:5                  | Stensättning                     |              | Skärkind, Östergötland |                       | 58.475218, 16.007325 | 10049400720005 | Ladda upp en bild av detta fornminne      |
| Skärkind 72:6                  | Stensättning                     |              | Skärkind, Östergötland |                       | 58.474851, 16.007701 | 10049400720006 | Ladda upp en bild av detta fornminne      |
| Skärkind 73:1                  | Gravfält                         |              | Skärkind, Östergötland |                       | 58.475391, 16.009842 | 10049400730001 | Ladda upp en bild av detta fornminne      |
| Skärkind 74:1                  | Gravfält                         |              | Skärkind, Östergötland |                       | 58.479733, 16.010132 | 10049400740001 | Ladda upp en bild av detta fornminne      |
| Skärkind 75:1                  | Gravfält                         |              | Skärkind, Östergötland |                       | 58.480266, 16.023140 | 10049400750001 | Ladda upp en bild av detta fornminne      |
| Skärkind 76:1                  | Hög                              |              | Skärkind, Östergötland |                       | 58.480783, 16.024359 | 10049400760001 | Ladda upp en bild av detta fornminne      |
| Skärkind 77:1                  | Stensättning                     |              | Skärkind, Östergötland |                       | 58.477644, 16.020466 | 10049400770001 | Ladda upp en bild av detta fornminne      |
| Skärkind 77:2                  | Stensättning                     |              | Skärkind, Östergötland |                       | 58.477965, 16.020213 | 10049400770002 | Ladda upp en bild av detta fornminne      |
| Skärkind 77:3                  | Stensättning                     |              | Skärkind, Östergötland |                       | 58.478101, 16.020651 | 10049400770003 | Ladda upp en bild av detta fornminne      |
| Skärkind 77:4                  | Stensättning                     |              | Skärkind, Östergötland |                       | 58.477909, 16.020876 | 10049400770004 | Ladda upp en bild av detta fornminne      |
| Skärkind 77:5                  | Stensättning                     |              | Skärkind, Östergötland |                       | 58.477427, 16.020516 | 10049400770005 | Ladda upp en bild av detta fornminne      |
| Skärkind 78:1                  | Stensättning                     |              | Skärkind, Östergötland |                       | 58.475284, 16.018110 | 10049400780001 | Ladda upp en bild av detta fornminne      |
| Skärkind 78:2                  | Stensättning                     |              | Skärkind, Östergötland |                       | 58.475005, 16.018152 | 10049400780002 | Ladda upp en bild av detta fornminne      |
| Skärkind 78:3                  | Stensättning                     |              | Skärkind, Östergötland |                       | 58.474881, 16.017940 | 10049400780003 | Ladda upp en bild av detta fornminne      |
| Skärkind 78:4                  | Stensättning                     |              | Skärkind, Östergötland |                       | 58.474923, 16.018314 | 10049400780004 | Ladda upp en bild av detta fornminne      |
| Skärkind 79:1                  | Gravfält                         |              | Skärkind, Östergötland |                       | 58.466193, 16.017073 | 10049400790001 | Ladda upp en bild av detta fornminne      |
| Skärkind 80:1                  | Stensättning                     |              | Skärkind, Östergötland |                       | 58.468663, 16.019623 | 10049400800001 | Ladda upp en bild av detta fornminne      |
| Skärkind 80:3                  | Stensättning                     |              | Skärkind, Östergötland |                       | 58.469661, 16.020964 | 10049400800003 | Ladda upp en bild av detta fornminne      |
| Skärkind 80:9                  | Stensättning                     |              | Skärkind, Östergötland |                       | 58.469761, 16.021045 | 10049400800009 | Ladda upp en bild av detta fornminne      |
| Skärkind 81:1                  | Gravfält                         |              | Skärkind, Östergötland |                       | 58.468316, 16.018459 | 10049400810001 | Ladda upp en bild av detta fornminne      |
| Skärkind 82:1                  | Stensättning                     |              | Skärkind, Östergötland |                       | 58.474444, 16.022235 | 10049400820001 | Ladda upp en bild av detta fornminne      |
| Skärkind 83:1                  | Gravfält                         |              | Skärkind, Östergötland |                       | 58.468053, 16.030715 | 10049400830001 | Ladda upp en bild av detta fornminne      |
| Skärkind 84:1                  | Gravfält                         |              | Skärkind, Östergötland |                       | 58.466356, 16.032604 | 10049400840001 | Ladda upp en bild av detta fornminne      |
| Skärkind 85:1                  | Gravfält                         |              | Skärkind, Östergötland |                       | 58.468009, 16.034109 | 10049400850001 | Ladda upp en bild av detta fornminne      |
| Skärkind 86:1                  | Stensättning                     |              | Skärkind, Östergötland |                       | 58.472365, 16.044370 | 10049400860001 | Ladda upp en bild av detta fornminne      |
| Skärkind 88:1                  | Stensättning                     |              | Skärkind, Östergötland |                       | 58.459998, 16.041879 | 10049400880001 | Ladda upp en bild av detta fornminne      |
| Skärkind 89:1                  | Stensättning                     |              | Skärkind, Östergötland |                       | 58.460384, 16.012416 | 10049400890001 | Ladda upp en bild av detta fornminne      |
| Skärkind 90:1                  | Gravfält                         |              | Skärkind, Östergötland |                       | 58.464556, 16.009200 | 10049400900001 | Ladda upp en bild av detta fornminne      |
| Ög 176 (Skärkind 93:1)         | Runristning                      |              | Skärkind, Östergötland | Karlslund             | 58.479971, 16.041584 | 10049400930001 | Ladda upp en till bild av detta fornminne |
| Skärkind 95:1                  | Gravfält                         |              | Skärkind, Östergötland |                       | 58.463599, 16.048813 | 10049400950001 | Ladda upp en bild av detta fornminne      |
| Skärkind 96:1                  | Stensättning                     |              | Skärkind, Östergötland |                       | 58.462575, 16.052212 | 10049400960001 | Ladda upp en bild av detta fornminne      |
| Skärkind 96:2                  | Stensättning                     |              | Skärkind, Östergötland |                       | 58.462851, 16.052477 | 10049400960002 | Ladda upp en bild av detta fornminne      |
| Skärkind 96:3                  | Stensättning                     |              | Skärkind, Östergötland |                       | 58.462453, 16.052203 | 10049400960003 | Ladda upp en bild av detta fornminne      |
| Domarhagen (Skärkind 100:1)    | Gravfält                         |              | Skärkind, Östergötland |                       | 58.461867, 15.987246 | 10049401000001 | Ladda upp en bild av detta fornminne      |
| Skärkind 101:1                 | Gravfält                         |              | Skärkind, Östergötland |                       | 58.462943, 15.987818 | 10049401010001 | Ladda upp en bild av detta fornminne      |
| Skärkind 102:1                 | Gravfält                         |              | Skärkind, Östergötland |                       | 58.457526, 15.984547 | 10049401020001 | Ladda upp en bild av detta fornminne      |
| Skärkind 106:1                 | Fornborg                         |              | Skärkind, Östergötland |                       | 58.424785, 15.995399 | 10049401060001 | Ladda upp en bild av detta fornminne      |
| Skärkind 107:1                 | Gravfält                         |              | Skärkind, Östergötland |                       | 58.430301, 15.980924 | 10049401070001 | Ladda upp en bild av detta fornminne      |
| Skärkind 108:1                 | Gravfält                         |              | Skärkind, Östergötland |                       | 58.429593, 15.984507 | 10049401080001 | Ladda upp en bild av detta fornminne      |
| Skärkind 109:1                 | Stensättning                     |              | Skärkind, Östergötland |                       | 58.429239, 15.986935 | 10049401090001 | Ladda upp en bild av detta fornminne      |
| Skärkind 110:1                 | Gravfält                         |              | Skärkind, Östergötland |                       | 58.432062, 15.990401 | 10049401100001 | Ladda upp en bild av detta fornminne      |
| Skärkind 110:2                 | Grav markerad av sten/block      |              | Skärkind, Östergötland |                       | 58.432049, 15.991341 | 10049401100002 | Ladda upp en bild av detta fornminne      |
| Skärkind 111:1                 | Stensättning                     |              | Skärkind, Östergötland |                       | 58.431865, 15.988276 | 10049401110001 | Ladda upp en bild av detta fornminne      |
| Skärkind 113:1                 | Gravfält                         |              | Skärkind, Östergötland |                       | 58.440395, 15.967509 | 10049401130001 | Ladda upp en bild av detta fornminne      |
| Skärkind 115:1                 | Gravfält                         |              | Skärkind, Östergötland |                       | 58.442748, 15.969292 | 10049401150001 | Ladda upp en bild av detta fornminne      |
| Skärkind 117:1                 | Gravfält                         |              | Skärkind, Östergötland |                       | 58.437115, 15.962768 | 10049401170001 | Ladda upp en bild av detta fornminne      |
| Skärkind 118:1                 | Stensättning                     |              | Skärkind, Östergötland |                       | 58.433165, 15.961191 | 10049401180001 | Ladda upp en bild av detta fornminne      |
| Skärkind 118:2                 | Stensättning                     |              | Skärkind, Östergötland |                       | 58.433108, 15.961022 | 10049401180002 | Ladda upp en bild av detta fornminne      |
| Skärkind 118:3                 | Stensättning                     |              | Skärkind, Östergötland |                       | 58.433055, 15.961189 | 10049401180003 | Ladda upp en bild av detta fornminne      |
| Skärkind 119:1                 | Stensättning                     |              | Skärkind, Östergötland |                       | 58.434583, 15.962649 | 10049401190001 | Ladda upp en bild av detta fornminne      |
| Skärkind 119:3                 | Stensättning                     |              | Skärkind, Östergötland |                       | 58.434885, 15.964042 | 10049401190003 | Ladda upp en bild av detta fornminne      |
| Skärkind 120:1                 | Gravfält                         |              | Skärkind, Östergötland |                       | 58.435270, 15.962583 | 10049401200001 | Ladda upp en bild av detta fornminne      |
| Skärkind 121:1                 | Grav markerad av sten/block      |              | Skärkind, Östergötland |                       | 58.435427, 15.963780 | 10049401210001 | Ladda upp en bild av detta fornminne      |
| Skärkind 122:1                 | Gravfält                         |              | Skärkind, Östergötland |                       | 58.435606, 15.965613 | 10049401220001 | Ladda upp en bild av detta fornminne      |
| Skärkind 123:1                 | Gravfält                         |              | Skärkind, Östergötland |                       | 58.437024, 15.973612 | 10049401230001 | Ladda upp en bild av detta fornminne      |
| Skärkind 125:1                 | Gravfält                         |              | Skärkind, Östergötland |                       | 58.431993, 15.969784 | 10049401250001 | Ladda upp en bild av detta fornminne      |
| Skärkind 127:1                 | Stensättning                     |              | Skärkind, Östergötland |                       | 58.432452, 15.972430 | 10049401270001 | Ladda upp en bild av detta fornminne      |
| Skärkind 127:2                 | Stensättning                     |              | Skärkind, Östergötland |                       | 58.432404, 15.971669 | 10049401270002 | Ladda upp en bild av detta fornminne      |
| Skärkind 129:1                 | Gravfält                         |              | Skärkind, Östergötland |                       | 58.431893, 15.973683 | 10049401290001 | Ladda upp en bild av detta fornminne      |
| Skärkind 130:1                 | Stensättning                     |              | Skärkind, Östergötland |                       | 58.430774, 15.973301 | 10049401300001 | Ladda upp en bild av detta fornminne      |
| Skärkind 131:1                 | Gravfält                         |              | Skärkind, Östergötland |                       | 58.430886, 15.972024 | 10049401310001 | Ladda upp en bild av detta fornminne      |
| Jungfrukullen (Skärkind 133:1) | Gravfält                         |              | Skärkind, Östergötland |                       | 58.427790, 15.974169 | 10049401330001 | Ladda upp en bild av detta fornminne      |
| Skärkind 134:1                 | Stensättning                     |              | Skärkind, Östergötland |                       | 58.442393, 16.002891 | 10049401340001 | Ladda upp en bild av detta fornminne      |
| Skärkind 135:1                 | Gravfält                         |              | Skärkind, Östergötland |                       | 58.459153, 16.013394 | 10049401350001 | Ladda upp en bild av detta fornminne      |
| Galgbacken (Skärkind 138:1)    | Grav- och boplatsområde          |              | Skärkind, Östergötland |                       | 58.461141, 15.985202 | 10049401380001 | Ladda upp en bild av detta fornminne      |
| Skärkind 141:1                 | Stensättning                     |              | Skärkind, Östergötland |                       | 58.480699, 16.012293 | 10049401410001 | Ladda upp en bild av detta fornminne      |
| Skärkind 142:1                 | Stensättning                     |              | Skärkind, Östergötland |                       | 58.476966, 16.009187 | 10049401420001 | Ladda upp en bild av detta fornminne      |
| Skärkind 142:2                 | Stensättning                     |              | Skärkind, Östergötland |                       | 58.476857, 16.009311 | 10049401420002 | Ladda upp en bild av detta fornminne      |
| Skärkind 143:1                 | Stensättning                     |              | Skärkind, Östergötland |                       | 58.477584, 15.951262 | 10049401430001 | Ladda upp en bild av detta fornminne      |
| Skärkind 143:2                 | Stensättning                     |              | Skärkind, Östergötland |                       | 58.477135, 15.951419 | 10049401430002 | Ladda upp en bild av detta fornminne      |
| Skärkind 144:1                 | Stensättning                     |              | Skärkind, Östergötland |                       | 58.476038, 15.941402 | 10049401440001 | Ladda upp en bild av detta fornminne      |
| Skärkind 144:2                 | Stenkrets                        |              | Skärkind, Östergötland |                       | 58.476068, 15.941697 | 10049401440002 | Ladda upp en bild av detta fornminne      |
| Skärkind 144:3                 | Stensättning                     |              | Skärkind, Östergötland |                       | 58.476198, 15.941645 | 10049401440003 | Ladda upp en bild av detta fornminne      |
| Skärkind 144:4                 | Stensättning                     |              | Skärkind, Östergötland |                       | 58.476236, 15.941885 | 10049401440004 | Ladda upp en bild av detta fornminne      |
| Skärkind 144:6                 | Stensättning                     |              | Skärkind, Östergötland |                       | 58.476319, 15.941116 | 10049401440006 | Ladda upp en bild av detta fornminne      |
| Skärkind 145:1                 | Stensättning                     |              | Skärkind, Östergötland |                       | 58.476269, 15.917918 | 10049401450001 | Ladda upp en bild av detta fornminne      |
| Skärkind 147:1                 | Stensättning                     |              | Skärkind, Östergötland |                       | 58.466855, 16.032175 | 10049401470001 | Ladda upp en bild av detta fornminne      |
| Skärkind 148:1                 | Stensättning                     |              | Skärkind, Östergötland |                       | 58.483387, 15.974881 | 10049401480001 | Ladda upp en bild av detta fornminne      |
| Skärkind 148:2                 | Stensättning                     |              | Skärkind, Östergötland |                       | 58.483276, 15.975652 | 10049401480002 | Ladda upp en bild av detta fornminne      |
| Skärkind 148:4                 | Stensättning                     |              | Skärkind, Östergötland |                       | 58.483149, 15.975541 | 10049401480004 | Ladda upp en bild av detta fornminne      |
| Skärkind 148:5                 | Stensättning                     |              | Skärkind, Östergötland |                       | 58.483285, 15.975328 | 10049401480005 | Ladda upp en bild av detta fornminne      |
| Skärkind 151:1                 | Stensättning                     |              | Skärkind, Östergötland |                       | 58.491245, 15.955891 | 10049401510001 | Ladda upp en bild av detta fornminne      |
| Skärkind 153:1                 | Stensättning                     |              | Skärkind, Östergötland |                       | 58.510031, 16.032637 | 10049401530001 | Ladda upp en bild av detta fornminne      |
| Skärkind 163:1                 | Stensättning                     |              | Skärkind, Östergötland |                       | 58.500990, 16.011021 | 10049401630001 | Ladda upp en bild av detta fornminne      |
| Skärkind 164:1                 | Stensättning                     |              | Skärkind, Östergötland |                       | 58.437431, 15.975938 | 10049401640001 | Ladda upp en bild av detta fornminne      |
| Skärkind 164:2                 | Stensättning                     |              | Skärkind, Östergötland |                       | 58.437351, 15.975741 | 10049401640002 | Ladda upp en bild av detta fornminne      |
| Skärkind 165:1                 | Stensättning                     |              | Skärkind, Östergötland |                       | 58.497885, 16.012843 | 10049401650001 | Ladda upp en bild av detta fornminne      |
| Skärkind 165:2                 | Stensättning                     |              | Skärkind, Östergötland |                       | 58.497830, 16.013089 | 10049401650002 | Ladda upp en bild av detta fornminne      |
| Skärkind 167:3                 | Stensättning                     |              | Skärkind, Östergötland |                       | 58.491417, 16.014390 | 10049401670003 | Ladda upp en bild av detta fornminne      |
| Skärkind 170:2                 | Stensättning                     |              | Skärkind, Östergötland |                       | 58.440517, 15.971885 | 10049401700002 | Ladda upp en bild av detta fornminne      |
| Skärkind 179:1                 | Stensättning                     |              | Skärkind, Östergötland |                       | 58.504475, 16.034460 | 10049401790001 | Ladda upp en bild av detta fornminne      |
| Skärkind 179:2                 | Stensättning                     |              | Skärkind, Östergötland |                       | 58.504606, 16.034428 | 10049401790002 | Ladda upp en bild av detta fornminne      |
| Skärkind 181:1                 | Stensättning                     |              | Skärkind, Östergötland |                       | 58.501511, 16.028990 | 10049401810001 | Ladda upp en bild av detta fornminne      |
| Skärkind 188:1                 | Stensättning                     |              | Skärkind, Östergötland |                       | 58.432651, 15.993139 | 10049401880001 | Ladda upp en bild av detta fornminne      |
| Skärkind 190:1                 | Stensättning                     |              | Skärkind, Östergötland |                       | 58.431210, 16.003842 | 10049401900001 | Ladda upp en bild av detta fornminne      |
| Skärkind 204:1                 | Stensättning                     |              | Skärkind, Östergötland |                       | 58.496753, 16.032812 | 10049402040001 | Ladda upp en bild av detta fornminne      |
| Skärkind 204:2                 | Stensättning                     |              | Skärkind, Östergötland |                       | 58.496676, 16.033061 | 10049402040002 | Ladda upp en bild av detta fornminne      |
| Skärkind 205:1                 | Stensättning                     |              | Skärkind, Östergötland |                       | 58.441882, 16.013963 | 10049402050001 | Ladda upp en bild av detta fornminne      |
| Skärkind 218:1                 | Stensättning                     |              | Skärkind, Östergötland |                       | 58.477416, 16.022031 | 10049402180001 | Ladda upp en bild av detta fornminne      |
| Skärkind 218:2                 | Stensättning                     |              | Skärkind, Östergötland |                       | 58.477472, 16.022204 | 10049402180002 | Ladda upp en bild av detta fornminne      |
| Skärkind 242:1                 | Stensättning                     |              | Skärkind, Östergötland |                       | 58.469564, 15.986558 | 10049402420001 | Ladda upp en bild av detta fornminne      |
| Skärkind 248:1                 | Stensättning                     |              | Skärkind, Östergötland |                       | 58.461671, 15.961288 | 10049402480001 | Ladda upp en bild av detta fornminne      |
| Skärkind 255:1                 | Stensättning                     |              | Skärkind, Östergötland |                       | 58.493521, 15.937173 | 10049402550001 | Ladda upp en bild av detta fornminne      |
| Skärkind 256:3                 | Husgrund, förhistorisk/medeltida |              | Skärkind, Östergötland |                       | 58.487369, 15.999539 | 10049402560003 | Ladda upp en bild av detta fornminne      |
| Skärkind 256:4                 | Husgrund, förhistorisk/medeltida |              | Skärkind, Östergötland |                       | 58.487282, 15.999924 | 10049402560004 | Ladda upp en bild av detta fornminne      |
| Skärkind 263:2                 | Gravfält                         |              | Skärkind, Östergötland |                       | 58.477732, 15.917474 | 10049402630002 | Ladda upp en bild av detta fornminne      |
| Skärkind 267:2                 | Stensättning                     |              | Skärkind, Östergötland |                       | 58.487224, 15.956616 | 10049402670002 | Ladda upp en bild av detta fornminne      |
| Skärkind 267:3                 | Stensättning                     |              | Skärkind, Östergötland |                       | 58.487195, 15.956805 | 10049402670003 | Ladda upp en bild av detta fornminne      |
| Skärkind 268:2                 | Stensättning                     |              | Skärkind, Östergötland |                       | 58.486336, 15.956134 | 10049402680002 | Ladda upp en bild av detta fornminne      |
| Skärkind 268:3                 | Stensättning                     |              | Skärkind, Östergötland |                       | 58.486211, 15.955907 | 10049402680003 | Ladda upp en bild av detta fornminne      |
| Skärkind 271:5                 | Stensättning                     |              | Skärkind, Östergötland |                       | 58.481972, 15.968794 | 10049402710005 | Ladda upp en bild av detta fornminne      |
| Skärkind 276:1                 | Stensättning                     |              | Skärkind, Östergötland |                       | 58.475726, 16.003387 | 10049402760001 | Ladda upp en bild av detta fornminne      |
| Skärkind 279:1                 | Gravfält                         |              | Skärkind, Östergötland |                       | 58.429696, 15.982699 | 10049402790001 | Ladda upp en bild av detta fornminne      |
| Skärkind 286:2                 | Stensättning                     |              | Skärkind, Östergötland |                       | 58.436640, 15.966179 | 10049402860002 | Ladda upp en bild av detta fornminne      |
| Skärkind 286:3                 | Stensättning                     |              | Skärkind, Östergötland |                       | 58.435960, 15.967178 | 10049402860003 | Ladda upp en bild av detta fornminne      |
| Skärkind 297:1                 | Stensättning                     |              | Skärkind, Östergötland |                       | 58.471699, 16.043936 | 10049402970001 | Ladda upp en bild av detta fornminne      |
| Skärkind 298:1                 | Stensättning                     |              | Skärkind, Östergötland |                       | 58.468094, 16.042297 | 10049402980001 | Ladda upp en bild av detta fornminne      |
| Skärkind 300:1                 | Gravfält                         |              | Skärkind, Östergötland |                       | 58.468166, 16.044072 | 10049403000001 | Ladda upp en bild av detta fornminne      |
| Skärkind 302:1                 | Grav- och boplatsområde          |              | Skärkind, Östergötland |                       | 58.489501, 16.024718 | 10049403020001 | Ladda upp en bild av detta fornminne      |
| Skärkind 303:1                 | Stensättning                     |              | Skärkind, Östergötland |                       | 58.491319, 16.029790 | 10049403030001 | Ladda upp en bild av detta fornminne      |
| Skärkind 304:1                 | Gravfält                         |              | Skärkind, Östergötland |                       | 58.469614, 16.053683 | 10049403040001 | Ladda upp en bild av detta fornminne      |
| Skärkind 305:1                 | Stensättning                     |              | Skärkind, Östergötland |                       | 58.469861, 16.054732 | 10049403050001 | Ladda upp en bild av detta fornminne      |
| Skärkind 311:1                 | Stensättning                     |              | Skärkind, Östergötland |                       | 58.438243, 15.990657 | 10049403110001 | Ladda upp en bild av detta fornminne      |
| Skärkind 311:2                 | Stensättning                     |              | Skärkind, Östergötland |                       | 58.438183, 15.990488 | 10049403110002 | Ladda upp en bild av detta fornminne      |
| Skärkind 311:3                 | Stensättning                     |              | Skärkind, Östergötland |                       | 58.438084, 15.990155 | 10049403110003 | Ladda upp en bild av detta fornminne      |
| Skärkind 320:1                 | Stensättning                     |              | Skärkind, Östergötland |                       | 58.477968, 16.022156 | 10049403200001 | Ladda upp en bild av detta fornminne      |
| Skärkind 322:1                 | Stensättning                     |              | Skärkind, Östergötland |                       | 58.472959, 16.027258 | 10049403220001 | Ladda upp en bild av detta fornminne      |
| Skärkind 322:2                 | Stensättning                     |              | Skärkind, Östergötland |                       | 58.473309, 16.027499 | 10049403220002 | Ladda upp en bild av detta fornminne      |
| Skärkind 322:3                 | Stensättning                     |              | Skärkind, Östergötland |                       | 58.473159, 16.027715 | 10049403220003 | Ladda upp en bild av detta fornminne      |
| Skärkind 324:1                 | Stensättning                     |              | Skärkind, Östergötland |                       | 58.466505, 16.031822 | 10049403240001 | Ladda upp en bild av detta fornminne      |
| Skärkind 331:1                 | Stensättning                     |              | Skärkind, Östergötland |                       | 58.455493, 16.013219 | 10049403310001 | Ladda upp en bild av detta fornminne      |
| Skärkind 334:1                 | Stensättning                     |              | Skärkind, Östergötland |                       | 58.457355, 15.986376 | 10049403340001 | Ladda upp en bild av detta fornminne      |
| Skärkind 346:1                 | Stensättning                     |              | Skärkind, Östergötland |                       | 58.484878, 15.984307 | 10049403460001 | Ladda upp en bild av detta fornminne      |
| Skärkind 347:1                 | Gravfält                         |              | Skärkind, Östergötland |                       | 58.483490, 15.978995 | 10049403470001 | Ladda upp en bild av detta fornminne      |
| Skärkind 354:1                 | Stensättning                     |              | Skärkind, Östergötland |                       | 58.483019, 16.009406 | 10049403540001 | Ladda upp en bild av detta fornminne      |
| Skärkind 354:2                 | Stensättning                     |              | Skärkind, Östergötland |                       | 58.482634, 16.009462 | 10049403540002 | Ladda upp en bild av detta fornminne      |
| Skärkind 359:1                 | Stensättning                     |              | Skärkind, Östergötland |                       | 58.490777, 15.947810 | 10049403590001 | Ladda upp en bild av detta fornminne      |
| Skärkind 361:1                 | Gravfält                         |              | Skärkind, Östergötland |                       | 58.503210, 15.946218 | 10049403610001 | Ladda upp en bild av detta fornminne      |
| Skärkind 365:1                 | Stensättning                     |              | Skärkind, Östergötland |                       | 58.483080, 15.916946 | 10049403650001 | Ladda upp en bild av detta fornminne      |
| Skärkind 365:2                 | Stensättning                     |              | Skärkind, Östergötland |                       | 58.482985, 15.917266 | 10049403650002 | Ladda upp en bild av detta fornminne      |
| Skärkind 368:1                 | Stensättning                     |              | Skärkind, Östergötland |                       | 58.485724, 15.957602 | 10049403680001 | Ladda upp en bild av detta fornminne      |
| Skärkind 373:1                 | Stensättning                     |              | Skärkind, Östergötland |                       | 58.468428, 15.955554 | 10049403730001 | Ladda upp en bild av detta fornminne      |
| Skärkind 373:2                 | Stensättning                     |              | Skärkind, Östergötland |                       | 58.468286, 15.956115 | 10049403730002 | Ladda upp en bild av detta fornminne      |
| Skärkind 387:1                 | Stensättning                     |              | Skärkind, Östergötland |                       | 58.487572, 16.022491 | 10049403870001 | Ladda upp en bild av detta fornminne      |
| Skärkind 388:1                 | Gravfält                         |              | Skärkind, Östergötland |                       | 58.485688, 16.023097 | 10049403880001 | Ladda upp en bild av detta fornminne      |
| Skärkind 389:1                 | Stensättning                     |              | Skärkind, Östergötland |                       | 58.484608, 16.021066 | 10049403890001 | Ladda upp en bild av detta fornminne      |
| Skärkind 393:1                 | Stensättning                     |              | Skärkind, Östergötland |                       | 58.487617, 15.998687 | 10049403930001 | Ladda upp en bild av detta fornminne      |
| Skärkind 397:1                 | Stensättning                     |              | Skärkind, Östergötland |                       | 58.481628, 15.981798 | 10049403970001 | Ladda upp en bild av detta fornminne      |
| Skärkind 398:1                 | Stensättning                     |              | Skärkind, Östergötland |                       | 58.484122, 15.977353 | 10049403980001 | Ladda upp en bild av detta fornminne      |
| Skärkind 398:2                 | Stensättning                     |              | Skärkind, Östergötland |                       | 58.483958, 15.977247 | 10049403980002 | Ladda upp en bild av detta fornminne      |
| Skärkind 401:1                 | Runristning                      |              | Skärkind, Östergötland |                       | 58.481985, 15.979351 | 10049404010001 | Ladda upp en till bild av detta fornminne |
| Skärkind 402:1                 | Stensättning                     |              | Skärkind, Östergötland |                       | 58.482718, 15.972269 | 10049404020001 | Ladda upp en bild av detta fornminne      |
| Skärkind 404:1                 | Stensättning                     |              | Skärkind, Östergötland |                       | 58.483299, 15.960328 | 10049404040001 | Ladda upp en bild av detta fornminne      |
| Skärkind 405:1                 | Hällristning                     |              | Skärkind, Östergötland |                       | 58.487959, 15.949377 | 10049404050001 | Ladda upp en bild av detta fornminne      |
| Skärkind 408:1                 | Stensättning                     |              | Skärkind, Östergötland |                       | 58.480469, 15.945035 | 10049404080001 | Ladda upp en bild av detta fornminne      |
| Skärkind 413:1                 | Stensättning                     |              | Skärkind, Östergötland |                       | 58.481152, 15.951028 | 10049404130001 | Ladda upp en bild av detta fornminne      |
| Skärkind 415:1                 | Stensättning                     |              | Skärkind, Östergötland |                       | 58.474809, 15.950471 | 10049404150001 | Ladda upp en bild av detta fornminne      |
| Skärkind 415:2                 | Stensättning                     |              | Skärkind, Östergötland |                       | 58.474944, 15.949778 | 10049404150002 | Ladda upp en bild av detta fornminne      |
| Skärkind 416:1                 | Stensättning                     |              | Skärkind, Östergötland |                       | 58.477240, 15.946233 | 10049404160001 | Ladda upp en bild av detta fornminne      |
| Skärkind 417:1                 | Husgrund, förhistorisk/medeltida |              | Skärkind, Östergötland |                       | 58.479327, 15.942830 | 10049404170001 | Ladda upp en bild av detta fornminne      |
| Skärkind 424:1                 | Stensättning                     |              | Skärkind, Östergötland |                       | 58.484787, 15.918600 | 10049404240001 | Ladda upp en bild av detta fornminne      |